# Лемерје
Лемерје (словен. Lemerje, мађ. Nyíreslehomér) је насељено место у општини Пуцонци, Помурска регија, Словенија.

## Историја
До територијалне реорганизације у Словенији било је у саставу старе општине Мурска Собота.

## Становништво
У попису становништва из 2011. године, Лемерје је имало 273 становника.
| Број становника према пописима | Број становника према пописима | Број становника према пописима |
| ------------------------------ | ------------------------------ | ------------------------------ |
| 1991                           | 2002                           | 2011                           |
| 297                            | 295                            | 273                            |

## Галерија
- римокатоличка капела "Свети Криж"
- лутеранска капела